# 이춘영 정려
이춘영 정려는 대한민국 충청남도 천안시 동남구 수신면 장산리에 있다. 1995년 5월 10일 천안시의 향토문화유산 제18호로 지정되었다.

## 개요
임진왜란이 일어나자 어머니와 가족을 가까운 산에 숨겨 놓고 왜적을 상대하여 싸우다 장렬하게 순국하였다. 이 사실이 조정에 알려져 충정과 효심을 기리기 위해 효자문을 세웠다 한다.
1. ↑  “이춘영 정려”. 2025년 3월 14일에 확인함.